# Федоряк Геннадій Дмитрович
Геннадій Дмитрович Федоряк (нар. 13 липня 1966, місто Новоселиця Чернівецької області) — український діяч, голова правління ПАТ «Чернівцігаз». Народний депутат України 7-го скликання.

## Біографія
Освіта вища. Член Партії регіонів.
У вересні 2011 — листопаді 2012 року — голова правління ПАТ «Чернівцігаз».
Народний депутат України 7-го скликання з .12.2012 до .11.2014, виборчий округ № 203, Чернівецька область. Член фракції Партії регіонів (грудень 2012 — квітень 2014), член Комітету з питань Регламенту, депутатської етики та забезпечення діяльності Верховної Ради України (з .12.2012).